# Aloen
Die Aloen (Aloe) sind eine Pflanzengattung aus der Unterfamilie der Affodillgewächse (Asphodeloideae). Zur Gattung gehören über 600 Arten.

## Beschreibung

### Vegetative Merkmale
Die Aloe-Arten sind ausdauernde, blattsukkulente Pflanzen. Sie wachsen stammlos, strauchig oder baumförmig. Der Stamm kann einfach oder verzweigt sein. Ihre stängelumfassenden Laubblätter stehen rosettig, zweizeilig  oder sind zerstreut um die Sprossachse angeordnet.
Die Form der Blätter ist für gewöhnlich mehr oder weniger dreieckig, lanzettlich oder sichelförmig und manchmal linealisch. Der Blattrand ist meist mit weichen oder stechenden, dreieckigen Zähnen versehen, die für gewöhnlich nahe dem Spreitengrund dichter gedrängt stehen. Die einheitliche gefärbte oder mit weißlichen oder hellgrünen Flecken bedeckte Oberfläche der Blätter ist kahl oder manchmal mit kurzen Stacheln besetzt. Die Blätter sind nur selten faserig. Bei Verletzung der Blätter tritt meist ein bitterer gelber oder brauner Saft aus.

### Blütenstände und Blüten

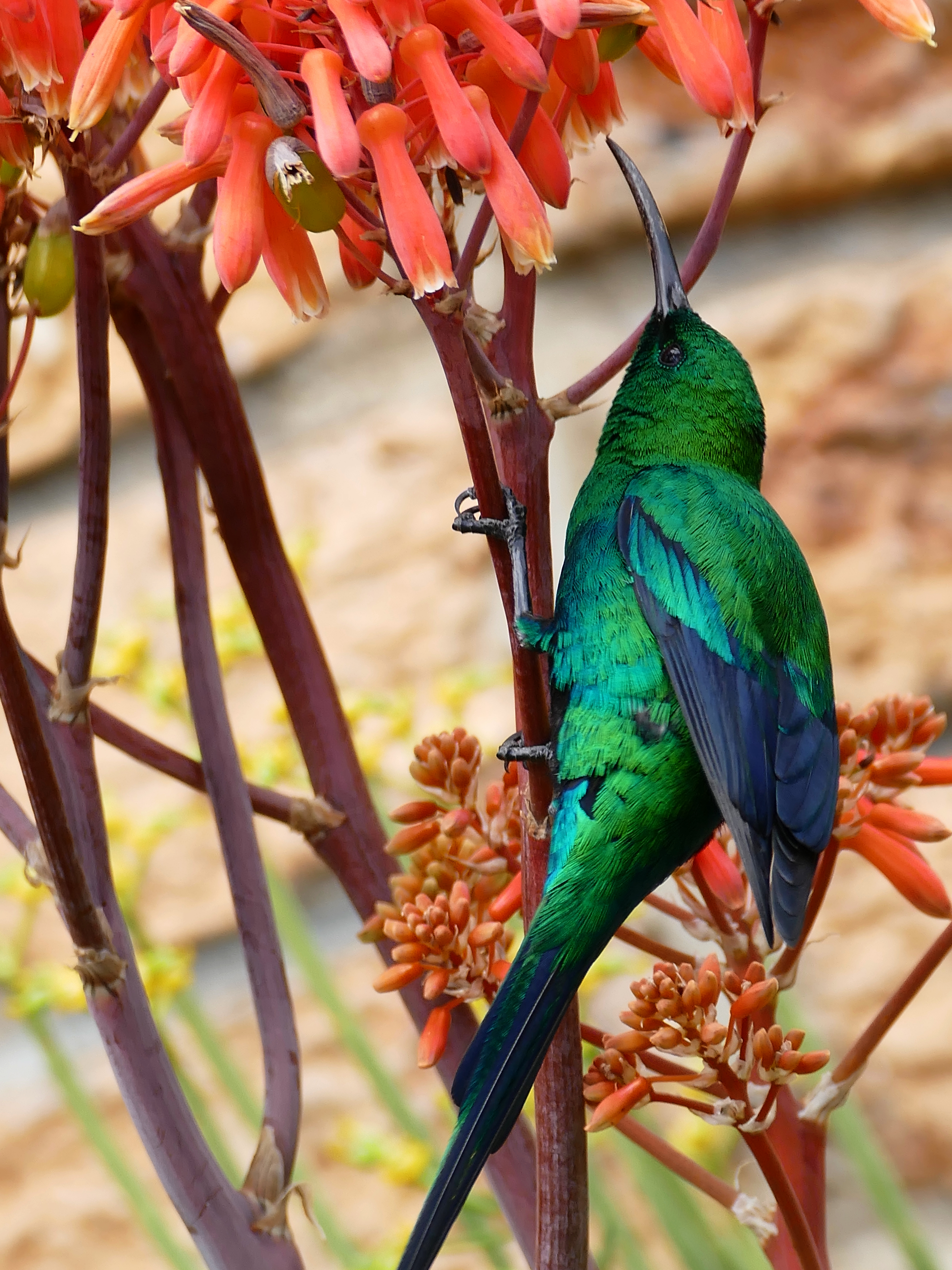
Malachit-Nektarvogel (Nectarinia famosa) an einer Aloe

Der meist mehr oder weniger aufrechte Blütenstand erscheint seitlich, ist einfach oder verzweigt und besteht aus zylindrischen oder kopfigen, traubigen Teilblütenständen, mit manchmal einseitswendigen Blüten. Die zygomorphen Blüten sind gestielt und mit Tragblättern versehen. Sie sind nur selten sitzend. Zur Fruchtreife ist der Blütenstiel oft verlängert. Der Blütenboden ist gerundet, gestutzt oder verschmälert. Die für gewöhnlich roten oder gelben, selten weißen, kahlen, selten flaumhaarigen Blüten sind an der Basis zylindrisch, werden dann meist dreikantig. Sie sind seitlich leicht zusammengedrückt und für gewöhnlich gebogen. Die Blüten sind vormännlich. Die drei äußeren Tepalen sind meist an der Basis am Rand verwachsen, die Spitzen sind freistehend. Die inneren drei Tepalen sind an den Rändern meist freistehend, aber rückenwärts (dorsal) mit der äußeren Blütenröhre verbunden. Es sind sechs Staubblätter vorhanden. Die Staubbeutel sind für gewöhnlich teilweise herausragend oder überragen die Blütenhülle um 1 bis 6 Millimeter. Der einfache Griffel besitzt eine kopfige Narbe.
Die Blüten der meisten Aloen werden durch Vögel bestäubt (Ornithophilie). Dabei dient die Anpassung an unterschiedliche Vogelarten als Hybridisierungsschranke zwischen unterschiedlichen Aloearten. Arten mit wenig konzentriertem Nektar in langen Kronröhren werden hauptsächlich durch langschnäbelige Nektarvögel (Nectariniidae) bestäubt. Aloearten mit kürzeren Kronröhren und wasserreichem Nektar werden durch weniger spezialisierte Vögel mit kürzeren Schnäbeln bestäubt. Aloearten, die gemeinsame Bestäuber haben, blühen dagegen meist zu unterschiedlichen Zeiten.
Einige wenige Aloearten mit kurzschäftigen weißlichen oder cremefarbenen Blüten wie Aloe inconspicua, Aloe minima und Aloe linearifolia werden vorwiegend durch Insekten bestäubt.

### Früchte und Samen
Die Früchte sind meist Kapseln oder manchmal Beeren. Sie enthalten kantige oder abgeflachte, schwarze oder braune Samen mit meist schmalen, häutigen Flügeln.

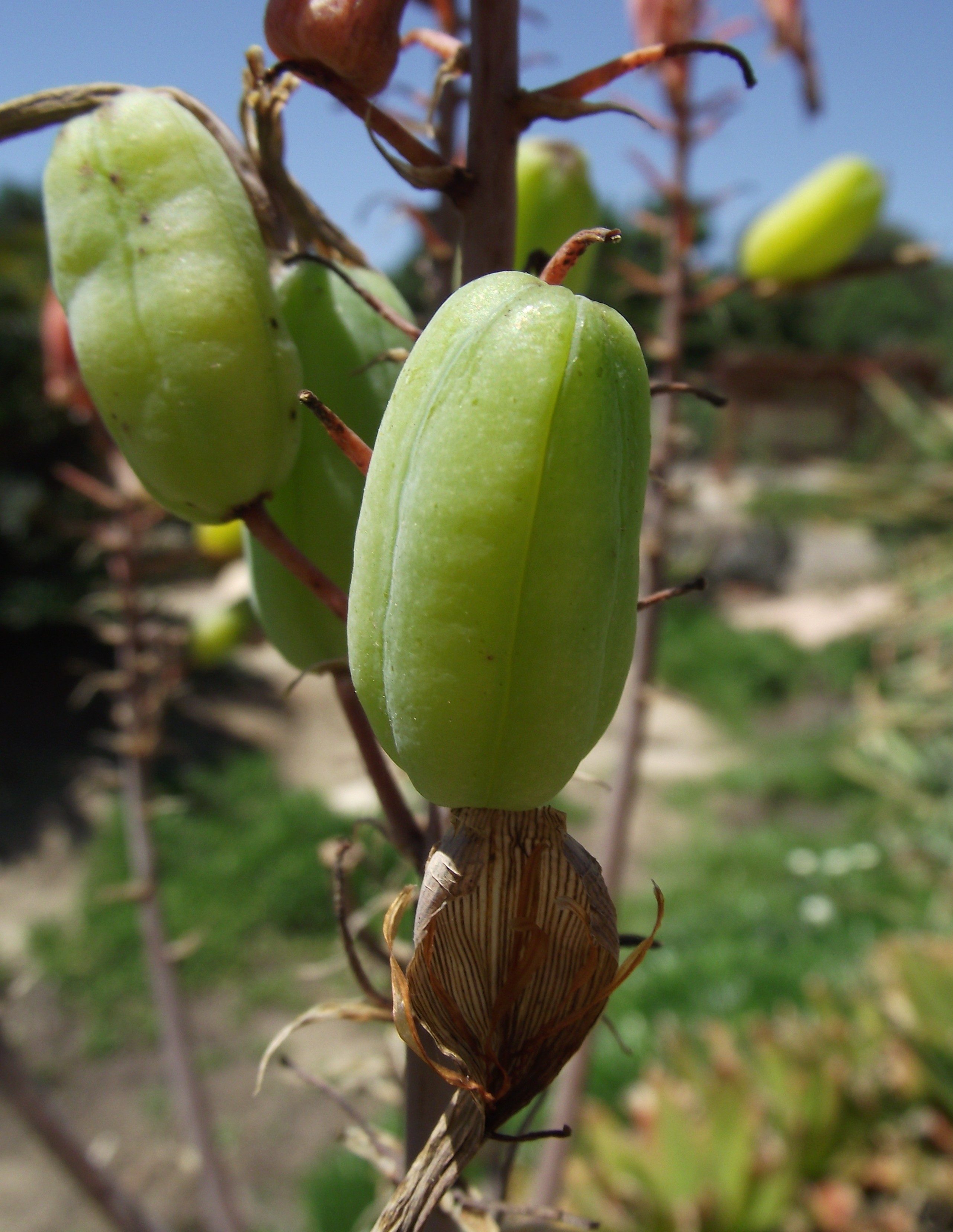
Früchte von Aloe fosteri
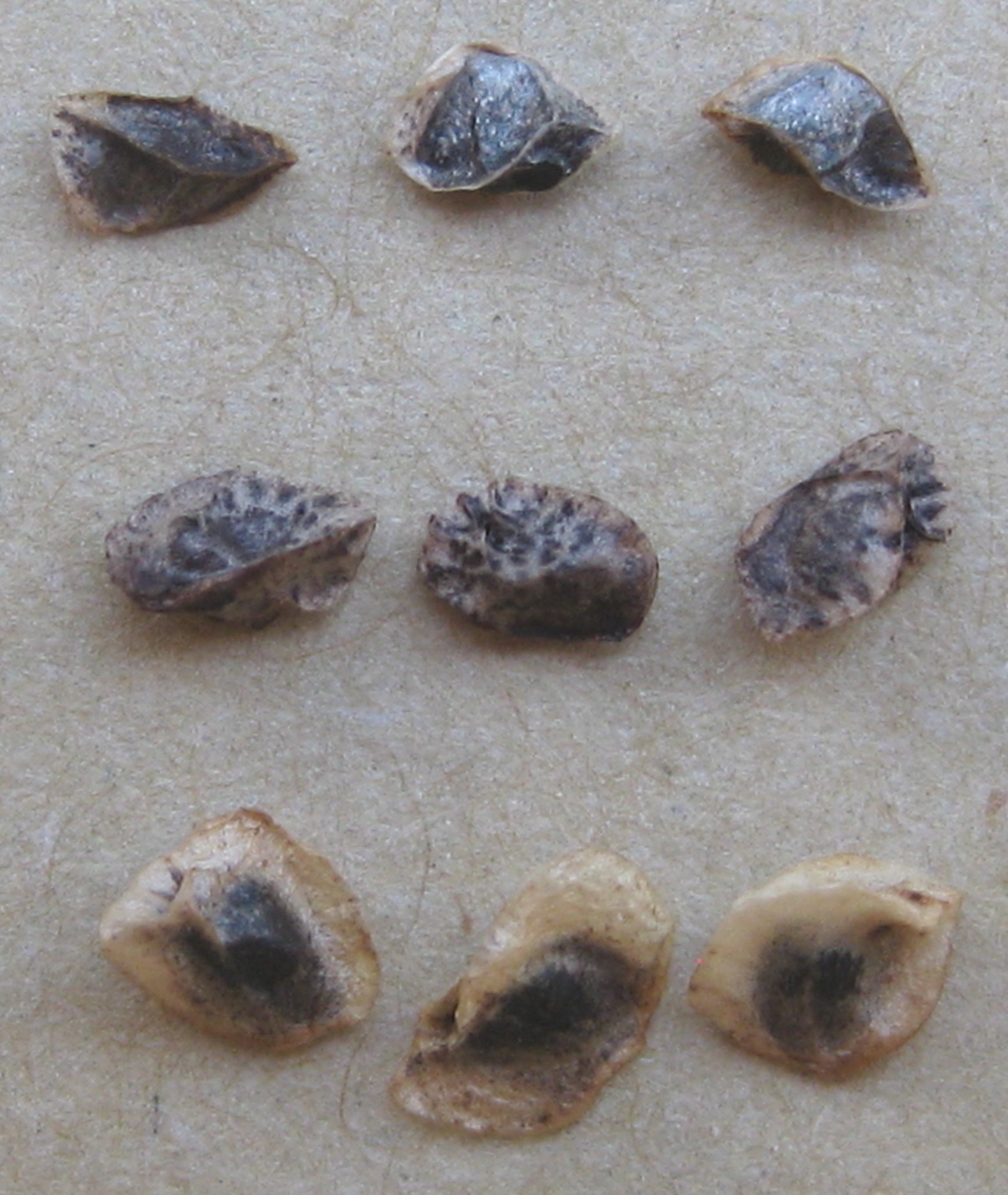
Samen von drei Aloearten

### Genetik
Die Chromosomengrundzahl beträgt x = 7.

## Systematik und Verbreitung
Die Gattung Aloe ist hauptsächlich im Süden und Osten Afrikas und auf vorgelagerten Inseln wie Madagaskar und Maskarenen sowie im Südwesten der Arabischen Halbinsel verbreitet. Drei Arten (Aloe buettneri, Aloe macrocarpa und Aloe schweinfurthii) sind in Westafrika zu finden.
Die wissenschaftliche Erstbeschreibung wurde 1753 von Carl von Linné vorgenommen.

### Arten
Folgende Arten und Hybriden gehören zur Gattung Aloe:

A
- Aloe aaata T.A.McCoy & Lavranos
- Aloe aageodonta L.E.Newton
- Aloe abyssicola Lavranos & Bilaidi
- Aloe aculeata Pole-Evans
- Aloe acutissima H.Perrier
  - Aloe acutissima var. acutissima
  - Aloe acutissima var. antanimorensis Reynolds
  - Aloe acutissima var. fiherenensis J.-B.Castillon
  - Aloe acutissima var. isaloana J.-B.Castillon
  - Aloe acutissima var. itampoloana J.-B.Castillon
- Aloe adigratana Reynolds
- Aloe affinis A.Berger
- Aloe africana Mill.
- Aloe ahmarensis Favell, M.B.Mill. & Al-Gifri
- Aloe alaotrensis J.-P.Castillon
- Aloe albida (Stapf) Reynolds
- Aloe albiflora Guillaumin
- Aloe albostriata T.A.McCoy, Rakouth & Lavranos
- Aloe albovestita S.Carter & Brandham
- Aloe aldabrensis (Marais) L.E.Newton & G.D.Rowley
- Aloe alexandrei Ellert
- Aloe alfredii Rauh
- Aloe allochroa L.E.Newton & Mwadime
- Aloe alooides (Bolus) Druten
- Aloe ambigens Chiov.
- Aloe ambositrae J.-P.Castillon
- Aloe ambrensis J.-B.Castillon
- Aloe amicorum L.E.Newton
- Aloe ammophila Reynolds
- Aloe ampefyana J.-B.Castillon
- Aloe amudatensis Reynolds
- Aloe analavelonensis Letsara, Rakotoaris. & Almeda[N 1]
- Aloe andersonii van Jaarsv. & P.Nel
- Aloe andongensis Baker
  - Aloe andongensis var. andongensis
  - Aloe andongensis var. repens L.C.Leach
- Aloe andringitrensis H.Perrier
- Aloe angelica Pole-Evans
- Aloe angolensis Baker
- Aloe anivoranoensis (Rauh & Hebding) L.E.Newton & G.D.Rowley
- Aloe ankoberensis M.G.Gilbert & Sebsebe
- Aloe anodonta T.A.McCoy & Lavranos[N 2]
- Aloe ansoultae Rebmann
- Aloe antandroi (Decary) H.Perrier
- Aloe antoetrana J.-B.Castillon[N 3]
- Aloe antonii J.-B.Castillon
- Aloe antsingyensis (Leandri) L.E.Newton & G.D.Rowley
- Aloe arborescens Mill.
- Aloe archeri Lavranos
- Aloe arenicola Reynolds
- Aloe argenticauda Merxm. & Giess
- Aloe argentifolia T.A.McCoy, Rulkens & O.J.Baptista
- Aloe argyrostachys Lavranos, Rakouth & T.A.McCoy
- Aloe aristata Haw.
- Aloe armatissima Lavranos & Collen.
- Aloe arneodoi Rebmann
- Aloe asperifolia A.Berger
- Aloe aufensis T.A.McCoy
- Aloe aurelienii J.-B.Castillon
- Aloe austroarabica T.A.McCoy & Lavranos
- Aloe austrosudanica T.A.McCoy[N 4]

B
- Aloe babatiensis Christian & I.Verd.
- Aloe bakeri Scott Elliot
- Aloe ballii Reynolds
  - Aloe ballii var. ballii
  - Aloe ballii var. makurupiniensis Ellert
- Aloe ballyi Reynolds
- Aloe barbara-jeppeae T.A.McCoy & Lavranos
- Aloe barberae Dyer
- Aloe barbertoniae Pole-Evans
- Aloe bargalensis Lavranos
- Aloe beankaensis Letsara, Rakotoar. & Almeda[N 1]
- Aloe belavenokensis (Rauh & Gerold) L.E.Newton & G.D.Rowley
- Aloe belitsakensis Rakotoaris.
- Aloe bella G.D.Rowley
- Aloe bellatula Reynolds
- Aloe benishangulana Sebsebe & Tesfaye
- Aloe berevoana Lavranos
- Aloe bergeriana (Dinter) Boatwr. & J.C.Manning
- Aloe bernadettae J.-B.Castillon
- Aloe bernardii J.-P.Castillon[N 5]
- Aloe bertemariae Sebsebe & Dioli
- Aloe betsileensis H.Perrier
- Aloe bicomitum L.C.Leach
- Aloe boiteaui Guillaumin
- Aloe boscawenii Christian
- Aloe bosseri J.-B.Castillon
- Aloe bowiea Schult. & Schult.f.
- Aloe boylei Baker
  - Aloe boylei subsp. boylei
  - Aloe boylei subsp. major Hilliard & B.L.Burtt
- Aloe braamvanwykii Gideon F.Sm. & Figueiredo[N 6]
- Aloe brachystachys Baker
- Aloe branddraaiensis Groenew.
- Aloe brandhamii S.Carter
- Aloe brevifolia Mill.
  - Aloe brevifolia var. brevifolia
  - Aloe brevifolia var. depressa (Haw.) Baker
- Aloe breviscapa Reynolds & P.R.O.Bally
- Aloe broomii Schönland
  - Aloe broomii var. broomii
  - Aloe broomii var. tarkaensis Reynolds
- Aloe brunneodentata Lavranos & Collen.
- Aloe brunneostriata Lavranos & S.Carter
- Aloe bruynsii P.I.Forst.
- Aloe buchananii Baker
- Aloe buchlohii Rauh
- Aloe buettneri A.Berger
- Aloe buhrii Lavranos
- Aloe bukobana Reynolds
- Aloe bulbicaulis Christian
- Aloe bulbillifera H.Perrier
  - Aloe bulbillifera var. bulbillifera
  - Aloe bulbillifera var. paulianae Reynolds
- Aloe bullockii Reynolds
- Aloe burgersfortensis Reynolds
- Aloe bussei A.Berger
- Aloe butiabana T.C.Cole & T.G.Forrest

C
- Aloe calcairophila Reynolds
- Aloe calidophila Reynolds
- Aloe calliantha T.A.McCoy & Lavranos
- Aloe cameronii Hemsl.
  - Aloe cameronii var. bondana Reynolds
  - Aloe cameronii var. cameronii
  - Aloe cameronii var. dedzana Reynolds
- Aloe camperi Schweinf.
- Aloe canarina S.Carter
- Aloe canis S.Lane
- Aloe cannellii L.C.Leach
- Aloe capitata Baker
  - Aloe capitata var. angavoana J.-P.Castillon
  - Aloe capitata var. capitata
  - Aloe capitata var. quartziticola H.Perrier
  - Aloe capitata var. silvicola H.Perrier
- Aloe capmanambatoensis Rauh & Gerold
- Aloe carnea S.Carter
- Aloe carolineae L.E.Newton
- Aloe castanea Schönland
- Aloe castellorum J.R.I.Wood
- Aloe castilloniae J.-B.Castillon
- Aloe cataractarum T.A.McCoy & Lavranos
- Aloe catengiana Reynolds
- Aloe cephalophora Lavranos & Collen.
- Aloe chabaudii Schönland
  - Aloe chabaudii var. chabaudii
  - Aloe chabaudii var. mlanjeana Christian
  - Aloe chabaudii var. verekeri Christian
- Aloe challisii van Jaarsv. & A.E.van Wyk
- Aloe charlotteae J.-B.Castillon
- Aloe cheranganiensis S.Carter & Brandham
- Aloe chlorantha Lavranos
- Aloe chortolirioides A.Berger
  - Aloe chortolirioides var. chortolirioides
  - Aloe chortolirioides var. woolliana (Pole-Evans) Glen & D.S.Hardy
- Aloe christianii Reynolds
- Aloe chrysostachys Lavranos & L.E.Newton
- Aloe ciliaris Haw.
  - Aloe ciliaris var. ciliaris
  - Aloe ciliaris var. redacta S.Carter
  - Aloe ciliaris var. tidmarshii Schönland
- Aloe cipolinicola (H. Perrier) J.-B.Castillon & J.-P.Castillon
- Aloe citrea (Guillaumin) L.E.Newton & G.D.Rowley
- Aloe citrina S.Carter & Brandham
- Aloe clarkei L.E.Newton
- Aloe classenii Reynolds
- Aloe claviflora Burch.
- Aloe collenetteae Lavranos
- Aloe collina S.Carter
- Aloe commixta A.Berger
- Aloe comosa Marloth & A.Berger
- Aloe compressa H.Perrier
  - Aloe compressa var. compressa
  - Aloe compressa var. paucituberculata Lavranos
  - Aloe compressa var. schistophila H.Perrier
- Aloe condyae van Jaarsv. & P.Nel[N 7]
- Aloe confusa Engl.
- Aloe congdonii S.Carter
- Aloe conifera H.Perrier
  - Aloe conifera subsp. conifera
  - Aloe conifera subsp. pervagata J.-B.Castillon
- Aloe cooperi Baker
- Aloe corallina I.Verd.
- Aloe craibii Gideon F.Sm.
- Aloe crassipes Baker
- Aloe cremnophila Reynolds & P.R.O.Bally
- Aloe cryptoflora Reynolds
- Aloe cryptopoda Baker
- Aloe cyrtophylla Lavranos

D
- Aloe dabenorisana van Jaarsv.
- Aloe darainensis J.-P.Castillon[N 8]
- Aloe dawei A.Berger
- Aloe debrana Christian
- Aloe decaryi Guillaumin
- Aloe decorsei H.Perrier
- Aloe decumbens (Reynolds) van Jaarsv.
- Aloe decurva Reynolds
- Aloe deinacantha T.A.McCoy, Rakouth & Lavranos
- Aloe delicatifolia J.-B.Castillon
- Aloe delphinensis Rauh
- Aloe deltoideodonta Baker
  - Aloe deltoideodonta subsp. amboahangyensis
  - Aloe deltoideodonta var. brevifolia H.Perrier
  - Aloe deltoideodonta var. candicans H.Perrier
  - Aloe deltoideodonta var. deltoideodonta
  - Aloe deltoideodonta var. fallax J.-B.Castillon
  - Aloe deltoideodonta var. intermedia H.Perrier
  - Aloe deltoideodonta var. ruffingiana (Rauh & Petignat) J.-B.Castillon & J.-P.Castillon
- Aloe descoingsii Reynolds
  - Aloe descoingsii subsp. augustina Lavranos
  - Aloe descoingsii subsp. descoingsii
- Aloe deserti A.Berger
- Aloe dewetii Reynolds
- Aloe dewinteri Giess
- Aloe dhufarensis Lavranos
- Aloe dichotoma Masson
  - Aloe dichotoma subsp. dichotoma
  - Aloe dichotoma subsp. ramosissima (Pillans) Zonn.
- Aloe dinteri A.Berger
- Aloe diolii L.E.Newton
- Aloe divaricata A.Berger
  - Aloe divaricata subsp. divaricata
  - Aloe divaricata subsp. tulearensis (T.A. McCoy & Lavranos) J.-P.Castillon
  - Aloe divaricata subsp. vaotsohy (Decorse & Poiss.) J.-P.Castillon
  - Aloe divaricata var. rosea (Decary) Reynolds
- Aloe djiboutiensis T.A.McCoy
- Aloe doddsiorum T.A.McCoy & Lavranos
- Aloe dominella Reynolds
- Aloe dorotheae A.Berger
- Aloe downsiana T.A.McCoy & Lavranos
- Aloe droseroides Lavranos & T.A.McCoy
- Aloe duckeri Christian
- Aloe dyeri Schönland

E
- Aloe ecklonis Salm-Dyck
- Aloe edouardii Rebmann
- Aloe elata S.Carter & L.E.Newton
- Aloe elegans Tod.
- Aloe elegantissima T.A.McCoy & Lavranos
- Aloe elgonica Bullock
- Aloe elkerriana Dioli & T.A.McCoy
- Aloe ellenbeckii A.Berger
- Aloe eminens Reynolds & P.R.O.Bally
- Aloe eremophila Lavranos
- Aloe erensii Christian
- Aloe ericahenriettae T.A.McCoy
- Aloe ericetorum Bosser
- Aloe erinacea D.S.Hardy
- Aloe erythrophylla Bosser
  - Aloe erythrophylla subsp. erythrophylla
  - Aloe erythrophylla subsp. major J.-B.Castillon
- Aloe esculenta L.C.Leach
- Aloe estevei Rebmann
- Aloe eumassawana S.Carter, M.G.Gilbert & Sebsebe
- Aloe excelsa A.Berger
  - Aloe excelsa var. breviflora L.C.Leach
  - Aloe excelsa var. excelsa
- Aloe eximia Lavranos & T.A.McCoy

F
- Aloe falcata Baker
- Aloe ferox Mill.
- Aloe fibrosa Lavranos & L.E.Newton
- Aloe fievetii Reynolds
  - Aloe fievetii subsp. fievetii
  - Aloe fievetii subsp. johannis-baptistei J.-B.Castillon
  - Aloe fievetii var. altimatsiatrae (J.-B.Castillon) J.-B.Castillon
  - Aloe fievetii var. ambatofinandrahanensis J.-B.Castillon
- Aloe fimbrialis S.Carter
- Aloe fleurentiniorum Lavranos & L.E.Newton
- Aloe fleuretteana Rauh & Gerold
- Aloe flexilifolia Christian
- Aloe florenceae Lavranos & T.A.McCoy
- Aloe fontainei Rebmann[N 9]
- Aloe forbesii Balf.f.
- Aloe fosteri Pillans
- Aloe fouriei D.S.Hardy & Glen
- Aloe fragilis Lavranos & Röösli
- Aloe framesii L.Bolus
- Aloe francombei L.E.Newton
- Aloe friisii Sebsebe & M.G.Gilbert
- Aloe fulleri Lavranos

G
- Aloe gariepensis Pillans
- Aloe gautieri J.-P.Castillon & Nusb.
- Aloe gerstneri Reynolds
- Aloe ghibensis Sebsebe & Friis
- Aloe gilbertii T.Reynolds ex Sebsebe & Brandham
  - Aloe gilbertii subsp. gilbertii
  - Aloe gilbertii subsp. megalacanthoides M.G.Gilbert & Sebsebe
- Aloe gillettii S.Carter
- Aloe glabrescens (Reynolds & P.R.O.Bally) S.Carter & Brandham
- Aloe glauca Mill.
  - Aloe glauca var. glauca
  - Aloe glauca var. spinosior Haw.
- Aloe globuligemma Pole-Evans
- Aloe gneissicola (H.Perrier) J.-B.Castillon & J.-P.Castillon
- Aloe gossweileri Reynolds
- Aloe gracilicaulis Reynolds & P.R.O.Bally
- Aloe graciliflora Groenew.
- Aloe gracilis Haw.
- Aloe grandidentata Salm-Dyck
- Aloe graniticola Rebmann
- Aloe grata Reynolds
- Aloe greatheadii Schönland
  - Aloe greatheadii var. davyana (Schönland) Glen & D.S.Hardy
  - Aloe greatheadii var. greatheadii
- Aloe grisea S.Carter & Brandham
- Aloe guerrae Reynolds
- Aloe guillaumetii Cremers

H
- Aloe haemanthifolia Marloth & A.Berger
- Aloe haggeherensis T.A.McCoy & Lavranos
- Aloe hahnii Gideon F.Sm. & Klopper[N 10]
- Aloe hankeyi Gideon F.Sm. & Figueiredo[NN 1]
- Aloe hardyi Glen
- Aloe harlana Reynolds
- Aloe haroniensis T.A.McCoy, Plowes & O.J.Baptista
- Aloe haworthioides Baker
  - Aloe haworthioides var. aurantiaca H.Perrier
  - Aloe haworthioides var. haworthioides
- Aloe hazeliana Reynolds
  - Aloe hazeliana var. hazeliana
  - Aloe hazeliana var. howmanii (Reynolds) S.Carter
- Aloe helenae Danguy
- Aloe heliderana Lavranos
- Aloe hemmingii Reynolds & P.R.O.Bally
- Aloe hendrickxii Reynolds
- Aloe hereroensis Engl.
- Aloe heybensis Lavranos
- Aloe hildebrandtii Baker
- Aloe hlangapies Groenew.
- Aloe hoffmannii Lavranos
- Aloe humbertii H.Perrier
- Aloe humilis (L.) Mill.
- Aloe huntleyana van Jaarsv. & Swanepoel[N 11]

I
- Aloe ibitiensis H.Perrier
- Aloe ifanadianae J.-B.Castillon
- Aloe ikiorum Dioli & G.Powys
- Aloe imalotensis Reynolds
  - Aloe imalotensis var. imalotensis
  - Aloe imalotensis var. longeracemosa J.-B.Castillon
- Aloe immaculata Pillans
- Aloe inamara L.C.Leach
- Aloe inconspicua Plowes
- Aloe inermis Forssk.
- Aloe inexpectata Lavranos & T.A.McCoy
- Aloe integra Reynolds
- Aloe inyangensis Christian
  - Aloe inyangensis var. inyangensis
  - Aloe inyangensis var. kimberleyana S.Carter
- Aloe irafensis Lavranos, T.A.McCoy & Al-Gifri
- Aloe iringaensis Štarha & Pavelka[NN 2]
- Aloe isaloensis H.Perrier
- Aloe ithya T.A.McCoy & L.E.Newton
- Aloe ivakoanyensis Letsara, Rakotoar. & Almeda[N 1]

J
- Aloe jacksonii Reynolds
- Aloe jawiyon S.J.Christie, D.P.Hannon & Oakman
- Aloe jeppeae Klopper & Gideon F.Sm.
- Aloe jibisana L.E.Newton
- Aloe johannis J.-B.Castillon
- Aloe johannis-bernardii J.-P.Castillon
- Aloe johannis-philippei J.-B.Castillon[N 12]
- Aloe jucunda Reynolds
- Aloe juddii van Jaarsv.
- Aloe juvenna Brandham & S.Carter

K
- Aloe kahinii T.A.McCoy & Lavranos
- Aloe kamnelii van Jaarsv.[N 13]
- Aloe kaokoensis van Jaarsv., Swanepoel & A.E.van Wyk
- Aloe karasbergensis Pillans
  - Aloe karasbergensis subsp. hunsbergensis van Jaarsv. & Swanepoel
  - Aloe karasbergensis subsp. karasbergensis
- Aloe kedongensis Reynolds
- Aloe kefaensis M.G.Gilbert & Sebsebe
- Aloe ketabrowniorum L.E.Newton
- Aloe khamiesensis Pillans
- Aloe kilifiensis Christian
- Aloe knersvlakensis S.J.Marais[N 14]
- Aloe kniphofioides Baker
- Aloe koenenii Lavranos & Kerstin Koch
- Aloe komaggasensis Kritz. & van Jaarsv.
- Aloe komatiensis Reynolds
- Aloe kouebokkeveldensis van Jaarsv. & A.B.Low
- Aloe krapohliana Marloth
  - Aloe krapohliana var. dumoulinii Lavranos
  - Aloe krapohliana var. krapohliana
- Aloe kraussii Baker
- Aloe kulalensis L.E.Newton & Beentje
- Aloe kwasimbana T.A.McCoy & Lavranos

L
- Aloe labworana (Reynolds) S.Carter
  - Aloe labworana subsp. labworana
  - Aloe labworana subsp. longifolia T.C.Cole & T.G.Forrest
- Aloe laeta A.Berger
  - Aloe laeta var. laeta
  - Aloe laeta var. maniaensis H.Perrier
- Aloe lanata T.A.McCoy & Lavranos
- Aloe latens T.A.McCoy & Lavranos
- Aloe lateritia Engl.
  - Aloe lateritia var. graminicola (Reynolds) S.Carter
  - Aloe lateritia var. lateritia
- Aloe lavranosii Reynolds
- Aloe leachii Reynolds
- Aloe leandrii Bosser
- Aloe leedalii S.Carter
- Aloe lensayuensis Lavranos & L.E.Newton
- Aloe lepida L.C.Leach
- Aloe leptosiphon A.Berger
- Aloe lettyae Reynolds
- Aloe liliputana van Jaarsv. & Harrower
- Aloe lindenii Lavranos
- Aloe linearifolia A.Berger
- Aloe lineata (Aiton) Haw.
  - Aloe lineata var. lineata
  - Aloe lineata var. muirii (Marloth) Reynolds
- Aloe littoralis Baker
- Aloe lolwensis L.E.Newton
- Aloe lomatophylloides Balf.f.
- Aloe longibracteata Pole-Evans
- Aloe longistyla Baker
- Aloe luapulana L.C.Leach
- Aloe lucile-allorgeae Rauh
- Aloe lukeana T.C.Cole
- Aloe luntii Baker
- Aloe lutescens Groenew.

M
- Aloe macleayi Reynolds
- Aloe macra Haw.
- Aloe macrocarpa Tod.
- Aloe macroclada Baker
- Aloe macrosiphon Baker
- Aloe maculata All.
  - Aloe maculata subsp. ficksburgensis (Reynolds) Gideon F.Sm. & Figueiredo
  - Aloe maculata subsp. maculata
- Aloe mahraensis Lavranos & T.A.McCoy
- Aloe makayana Lavranos, Rakouth & T.A.McCoy
- Aloe manandonae J.-B.Castillon & J.-P.Castillon
- Aloe mandotoensis J.-B.Castillon
- Aloe mandrarensis J.-P.Castillon[N 15]
- Aloe mangeaensis L.E.Newton & S.Carter
- Aloe maningoryensis J.-P.Castillon
- Aloe marlothii A.Berger
  - Aloe marlothii subsp. orientalis Glen & D.S.Hardy
  - Aloe marlothii var. bicolor Reynolds
  - Aloe marlothii var. marlothii
- Aloe martialii J.-B.Castillon[N 16]
- Aloe massawana Reynolds
  - Aloe massawana subsp. massawana
  - Aloe massawana subsp. sakoankenke (J.-B.Castillon) J.-B.Castillon
- Aloe mawii Christian
- Aloe mayottensis A.Berger
- Aloe mccoyi Lavranos & Mies
- Aloe mcloughlinii Christian
- Aloe medishiana Reynolds & P.R.O.Bally
- Aloe megalacantha Baker
  - Aloe megalacantha subsp. alticola M.G.Gilbert & Sebsebe
  - Aloe megalacantha subsp. megalacantha
- Aloe megalocarpa Lavranos
- Aloe melanacantha A.Berger
- Aloe mendesii Reynolds
- Aloe menyharthii Baker
  - Aloe menyharthii subsp. ensifolia S.Carter
  - Aloe menyharthii subsp. menyharthii
- Aloe metallica Engl. & Gilg
- Aloe meyeri van Jaarsv.
- Aloe micracantha Haw.
- Aloe microdonta Chiov.
- Aloe millotii Reynolds
- Aloe milne-redheadii Christian
- Aloe minima Baker
  - Aloe minima var. blyderivierensis (Groenew.) Reynolds
  - Aloe minima var. minima
- Aloe miskatana S.Carter
- Aloe mitriformis Mill.
  - Aloe mitriformis subsp. comptonii (Reynolds) Zonn.
  - Aloe mitriformis subsp. distans (Haw.) Zonn.
  - Aloe mitriformis subsp. mitriformis
- Aloe mitsioana J.-B.Castillon
- Aloe mkushiana T.A.McCoy
- Aloe mocamedensis van Jaarsv.[N 17]
- Aloe modesta Reynolds
- Aloe molederana Lavranos & Glen
- Aloe momccoyae T.A.McCoy & Lavranos
- Aloe monotropa I.Verd.
- Aloe monticola Reynolds
- Aloe montis-nabro Orlando & El Azzouni
- Aloe morijensis S.Carter & Brandham
  - Aloe morijensis var. morijensis
  - Aloe morijensis var. ojonokae Uleh
- Aloe mossurilensis Ellert[N 18][N 19]
- Aloe mottramiana J.-B.Castillon[N 20]
- Aloe mubendiensis Christian
- Aloe mudenensis Reynolds
- Aloe multicolor L.E.Newton
- Aloe munchii Christian
- Aloe murina L.E.Newton
- Aloe musapana Reynolds
- Aloe mutabilis Pillans
- Aloe myriacantha (Haw.) Schult. & Schult.f.
- Aloe mzimbana Christian

N
- Aloe namibensis Giess
- Aloe namorokaensis (Rauh) L.E.Newton & G.D.Rowley
- Aloe neilcrouchii Klopper & Gideon F.Sm.
- Aloe neoqaharensis T.A.McCoy
- Aloe neosteudneri Lavranos & T.A.McCoy
- Aloe newtonii J.-B.Castillon[N 21]
- Aloe ngongensis Christian
- Aloe ngutwaensis T.Mwadime & Matheka[NN 3]
- Aloe nicholsii Gideon F.Sm. & N.R.Crouch[N 22]
- Aloe niebuhriana Lavranos
- Aloe niensiensis L.E.Newton[N 23]
- Aloe nigrimontana T.A.McCoy & Lavranos[N 2]
- Aloe nubigena Groenew.
- Aloe nugalensis Thulin[N 24]
- Aloe nuttii Baker
- Aloe nyeriensis Christian
- Aloe nyikaensis T.A.McCoy

O
- Aloe occidentalis (H.Perrier) L.E.Newton & G.D.Rowley
- Aloe officinalis Forssk.
- Aloe oligophylla Baker
- Aloe omavandae van Jaarsv.
- Aloe omoana T.A.McCoy & Lavranos
- Aloe orientalis (H.Perrier) L.E.Newton & G.D.Rowley
- Aloe orlandi Lavranos
- Aloe ortholopha Christian &  Milne-Redh.
- Aloe otallensis Baker

P
- Aloe pachydactylos T.A.McCoy & Lavranos
- Aloe pachygaster Dinter
- Aloe palmiformis Baker
- Aloe parallelifolia H.Perrier
- Aloe parvibracteata Schönland
- Aloe parvicapsula Lavranos & Collen.
- Aloe parvicoma Lavranos & Collen.
- Aloe parvidens M.G.Gilbert & Sebsebe
- Aloe parviflora Baker
- Aloe parvula A.Berger
- Aloe patersonii B.Mathew
- Aloe pavelkae van Jaarsv., Swanepoel, A.E.van Wyk & Lavranos
- Aloe pearsonii Schönland
- Aloe peckii P.R.O.Bally & I.Verd.
- Aloe peglerae Schönland
- Aloe pembana L.E.Newton
- Aloe pendens Forssk.
- Aloe penduliflora Baker
- Aloe percrassa Tod.
- Aloe perdita Ellert[N 25]
- Aloe perfoliata L.
- Aloe perrieri Reynolds
- Aloe perryi Baker
- Aloe petricola Pole-Evans
- Aloe petrophila Pillans
- Aloe peyrierasii Cremers
- Aloe pictifolia D.S.Hardy
- Aloe pienaarii Pole-Evans
- Aloe pillansii L.Guthrie
- Aloe pirottae A.Berger
- Aloe plicatilis (L.) Burm.f.
- Aloe plowesii Reynolds
- Aloe pluridens Haw.
- Aloe polyphylla Schönland ex Pillans
- Aloe porphyrostachys Lavranos & Collen.
- Aloe powysiorum L.E.Newton & Beentje
- Aloe praetermissa T.A.McCoy & Lavranos
- Aloe pratensis Baker
- Aloe pretoriensis Pole-Evans
- Aloe prinslooi I.Verd. & D.S.Hardy
- Aloe procera L.C.Leach
- Aloe pronkii Lavranos, Rakouth & T.A.McCoy
- Aloe prostrata (H.Perrier) L.E.Newton & G.D.Rowley
- Aloe pruinosa Reynolds
- Aloe pseudoparvula J.-B.Castillon
- Aloe pseudorubroviolacea Lavranos & Collen.
- Aloe pubescens Reynolds
- Aloe pulcherrima M.G.Gilbert & Sebsebe
- Aloe purpurea Lam.
- Aloe pustuligemma L.E.Newton

R
- Aloe rabaiensis Rendle
- Aloe rakotonasoloi Rakotoaris.[NN 4]
- Aloe rapanarivoi J.-P.Castillon[N 26]
- Aloe rauhii Reynolds
- Aloe rebmannii Lavranos
- Aloe reitzii Reynolds
  - Aloe reitzii var. reitzii
  - Aloe reitzii var. vernalis D.S.Hardy
- Aloe rendilliorum L.E.Newton
- Aloe retrospiciens Reynolds & P.R.O.Bally
- Aloe reynoldsii Letty
- Aloe rhodesiana Rendle
- Aloe ribauensis T.A.McCoy, Rulkens & O.J.Baptista
- Aloe richardsiae Reynolds
- Aloe richaudii Rebmann
- Aloe rigens Reynolds & P.R.O.Bally
- Aloe rivae Baker
- Aloe rivierei Lavranos & L.E.Newton
- Aloe rodolphei J.-B.Castillon
- Aloe roeoeslii Lavranos & T.A.McCoy
- Aloe rosea (H.Perrier) L.E.Newton & G.D.Rowley
- Aloe rouxii van Jaarsv.
- Aloe rubrodonta T.A.McCoy & Lavranos
- Aloe rubroviolacea Schweinf.
- Aloe rugosifolia M.G.Gilbert & Sebsebe
- Aloe rugosquamosa (H.Perrier) J.-B.Castillon & J.-P.Castillon
- Aloe rulkensii T.A.McCoy & O.J.Baptista
- Aloe rupestris Baker
- Aloe rupicola Reynolds
- Aloe ruspoliana Baker
- Aloe ruvuensis T.A.McCoy & Lavranos

S
- Aloe sabaea Schweinf.
- Aloe sanguinalis Awale & Barkworth[N 27]
- Aloe saudiarabica T.A.McCoy
- Aloe saundersiae (Reynolds) Reynolds
- Aloe scabrifolia L.E.Newton & Lavranos
- Aloe schelpei Reynolds
- Aloe schilliana L.E.Newton & G.D.Rowley
- Aloe schoelleri Schweinf.
- Aloe schomeri Rauh
- Aloe schweinfurthii Baker
- Aloe scobinifolia Reynolds & P.R.O.Bally
- Aloe scorpioides L.C.Leach
- Aloe secundiflora Engl.
  - Aloe secundiflora var. secundiflora
  - Aloe secundiflora var. sobolifera S.Carter
- Aloe seibanica Orlando & El Azzouni[N 28]
- Aloe seretii De Wild.
- Aloe sergoitensis L.E.Newton
- Aloe serriyensis Lavranos
- Aloe shadensis Lavranos & Collen.
- Aloe sharoniae N.R.Crouch & Gideon F.Sm.
- Aloe sheilae Lavranos
- Aloe silicicola H.Perrier
- Aloe simii Pole-Evans
- Aloe sinana Reynolds
- Aloe sinkatana Reynolds
- Aloe sladeniana Pole-Evans
- Aloe socialis (H.Perrier) L.E.Newton & G.D.Rowley
- Aloe somaliensis W.Watson
- Aloe soutpansbergensis I.Verd.
- Aloe speciosa Baker
- Aloe spectabilis Reynolds
- Aloe spicata L.f.
- Aloe spinitriaggregata J.-B.Castillon[N 29]
- Aloe springatei-neumannii L.E.Newton[N 30]
- Aloe squarrosa Baker
- Aloe steudneri Schweinf.
- Aloe stolonifera T.A.McCoy & Plowes
- Aloe striata Haw.
- Aloe striatula Haw.
  - Aloe striatula var. caesia Reynolds
  - Aloe striatula var. striatula
- Aloe suarezensis H.Perrier
- Aloe subspicata (Baker) Boatwr. & J.C.Manning
- Aloe succotrina Weston
- Aloe suffulta Reynolds
- Aloe suprafoliata Pole-Evans
- Aloe suzannae Decary
- Aloe swynnertonii Rendle

T
- Aloe tartarensis T.A.McCoy & Lavranos
- Aloe tauri L.C.Leach
- Aloe tegetiformis L.E.Newton[N 30]
- Aloe teissieri Lavranos
- Aloe tenuior Haw.
  - Aloe tenuior var. tenuior
  - Aloe tenuior var. viridifolia van Jaarsv.
- Aloe termetophila De Wild.
- Aloe tewoldei M.G.Gilbert & Sebsebe
- Aloe thompsoniae Groenew.
- Aloe thorncroftii Pole-Evans
- Aloe thraskii Baker
- Aloe tomentosa Deflers
- Aloe tongaensis van Jaarsv.[N 31]
- Aloe tormentorii (Marais) L.E.Newton & G.D.Rowley
- Aloe tororoana Reynolds
- Aloe torrei I.Verd. & Christian
- Aloe trachyticola (H.Perrier) Reynolds
  - Aloe trachyticola var. multifolia J.-B.Castillon
  - Aloe trachyticola var. trachyticola
- Aloe transvaalensis Kuntze
- Aloe trichosantha A.Berger
  - Aloe trichosantha subsp. longiflora M.G.Gilbert & Sebsebe
  - Aloe trichosantha subsp. trichosantha
- Aloe trigonantha L.C.Leach
- Aloe trinervis C.S.Purohit, Kulloli & Suresh Kumar[NN 5]
- Aloe tsitongambarikana J.-P.Castillon & J.-B.Castillon
- Aloe tugenensis L.E.Newton & Lavranos
- Aloe turkanensis Christian
- Aloe tweedieae Christian

U
- Aloe uigensis Gideon F.Sm. & T.Lautenschl.[NN 6]
- Aloe ukambensis Reynolds
- Aloe umfoloziensis Reynolds
- Aloe uncinata L.E.Newton & Wabuyele

V
- Aloe vacillans Forssk.
- Aloe vallaris L.C.Leach
- Aloe vanbalenii Pillans
- Aloe vandermerwei Reynolds
- Aloe vanrooyenii Gideon F.Sm. & N.R.Crouch
- Aloe vaombe Decorse & Poiss.
  - Aloe vaombe var. poissonii Decary
  - Aloe vaombe var. vaombe
- Aloe vaotsanda Decary
- Aloe variegata L.
- Aloe varimaculata T.A.McCoy
- Aloe vatovavensis Rakotoaris.[NN 4]
- Aloe vera (L.) Burm.f.
- Aloe verecunda Pole-Evans
- Aloe versicolor Guillaumin
  - Aloe versicolor var. steffaniana (Rauh) J.-B.Castillon & J.-P.Castillon
  - Aloe versicolor var. versicolor
- Aloe veseyi Reynolds
- Aloe viguieri H.Perrier
- Aloe virginieae J.-P.Castillon[N 15]
- Aloe viridiana Gideon F.Sm. & Figueiredo
- Aloe viridiflora Reynolds
- Aloe vituensis Baker
- Aloe vogtsii Reynolds
- Aloe volkensii Engl.
  - Aloe volkensii subsp. multicaulis S.Carter & L.E.Newton
  - Aloe volkensii subsp. volkensii
- Aloe vossii Reynolds
- Aloe vryheidensis Groenew.

W
- Aloe wanalensis T.C.Cole & T.G.Forrest
- Aloe welmelensis Sebsebe & Nordal
- Aloe weloensis Sebsebe
- Aloe welwitschii Klopper & Gideon F.Sm.
- Aloe werneri J.-B.Castillon
- Aloe whitcombei Lavranos
- Aloe wickensii Pole-Evans
- Aloe wildii (Reynolds) Reynolds
- Aloe wilsonii Reynolds
- Aloe wollastonii Rendle
- Aloe woodii Lavranos & Collen.
- Aloe wrefordii Reynolds

Y
- Aloe yavellana Reynolds
- Aloe yemenica J.R.I.Wood

Z
- Aloe zakamisyi T.A.McCoy & Lavranos
- Aloe zebrina Baker
- Aloe zombitsiensis Rauh & M.Teissier
  - Aloe zombitsiensis subsp. pallida (Rauh & Mangelsdorff) L.E.Newton & Eggli
  - Aloe zombitsiensis subsp. zombitsiensis
- Aloe zubb T.A.McCoy & Lavranos[N 32]
- Aloe zygorabaiensis L.E.Newton & Wabuyele

### Hybriden
Folgende Hybriden innerhalb der Gattung Aloe (infragenerischen Hybriden) sind bekannt:
- Aloe ×abhaica Lavranos & Collen.
Aloe pseudorubroviolacea × Aloe edentata
- Aloe ×anosyana J.-P.Castillon[N 33]
Aloe vaotsohy × Aloe helenae
- Aloe ×buzairiensis Lodé[N 34]
Aloe perryi × Aloe squarrosa
- Aloe ×commutata Tod.
Aloe maculata × Aloe grandidentata
- Aloe ×corderoyi A.Berger
Aloe variegata × Aloe plicatilis
- Aloe ×imerinensis Bosser
Aloe capitata × Aloe macroclada
- Aloe ×inopinata Gideon F.Sm., N.R.Crouch & Oosth.
Aloe arborescens × Aloe chortolirioides var. chortolirioides
- Aloe ×keayi Reynolds
Aloe buettneri × Aloe schweinfurthii
- Aloe ×menachensis (Schweinf.) Blatt.
Aloe vacillans × Aloe tomentosa
- Aloe ×nobilis Haw.
Aloe mitriformis × Aloe brevifolia
- Aloe ×philippei J.-B.Castillon
Aloe acutissima var. fiherenensis × Aloe viguieri
- Aloe ×qaharensis Lavranos & Collen.
Aloe fleurentiniorum × Aloe woodii
- Aloe ×schimperi Tod.
Aloe striata × Aloe maculata

Verschiedene Arten der Gattung Aloe sind an Gattungshybriden (intergenerischen Hybriden) beteiligt:
- ×Algastoloba D.M.Cumming
= Aloe  × Astroloba × Gasteria
- ×Alolirion G.D.Rowley
= Aloe × Chortolirion
- ×Aloloba G.D.Rowley
= Aloe × Astroloba
- ×Alworthia G.D.Rowley
= Aloe × Haworthia
- ×Bayerara D.M.Cumming
= Aloe × Gasteria × Haworthia
- ×Gasteraloe Guillaumin
= Aloe × Gasteria

### Synonyme
Synonyme der Gattung sind Kumara Medik. (1786), Lomatophyllum Willd. (1811), Rhipidodendrum Spreng. (1811), Phylloma Ker Gawl. (1813), Rhipidodendrum Willd. (1817, nom. inval. ICBN-Artikel 61.1), Pachidendron Haw. (1821), Bowiea Haw. (1827, nomen rejectum), Pachidendron Dumort. (1829, nom. inval. ICBN-Artikel 61.1), Agriodendron Endl. (1836), Succosaria Raf. (1840), Ariodendron Meisn. (1842), Busipho Salisb. (1866), Ptyas Salisb. (1866), Chamaealoe A.Berger (1905), × Lomataloe Guillaumin (1931), Leptaloe Stapf (1933), Guillauminia A.Bertrand (1956) und Lemeea P.V.Heath (1993).

## Botanische Geschichte
Aufgrund neuerer phylogenetischer Untersuchungen schlugen Olwen Megan Grace und Mitarbeiter Anfang 2013 verschiedene taxonomische Änderungen vor. Die Arten der Gattung Chortolirion werden in die Gattung Aloe einbezogen, Aloe plicatilis wird in die monotypische Gattung Kumara Medik. (1786) zurückverwiesen. Die Autoren schlagen zwei neue Gattungen vor: Aloidendron (A.Berger) Klopper & Gideon F.Sm. und Aloiampelos Klopper & Gideon F.Sm.. In die neue Gattung Aloidendron werden sechs baumförmige Aloen eingeordnet: Aloe barberae, Aloe dichotoma, Aloe eminens, Aloe pillansii, Aloe ramosissima und Aloe tongaensis. Die neue Gattung Aloiampelos umfasst die sieben hauptsächlich kletternde Aloen Aloe ciliaris, Aloe commixta, Aloe decumbens, Aloe gracilis, Aloe juddii, Aloe striatula und Aloe tenuior. Ein Jahr später führten die Ergebnisse der Studie von John C. Manning und Mitarbeitern zur Aufstellung der monotypische Gattung Aristaloe  Boatwr. & J.C.Manning (für Aloe aristata) und der Gattung Gonialoe (Baker) Boatwr. & J.C.Manning für die Arten Aloe dinteri, Aloe sladeniana und Aloe variegata. Außerdem wurde Aloe haemanthifolia als zweite Art in die Gattung Kumara verwiesen.
Die Schlussfolgerungen aus den phylogenetische Untersuchungen durch Grace und Mitarbeitern wurden im Referenzwerk Illustrated Handbook of Succulent Plants als „provisorisch“ zurückgewiesen.
2019 stellten Gideon F. Smith und Steven Molteno für Aloe suzannae die monotypische Gattung Aloestrela auf. Sie bezogen sich darin unter anderem auf eine kurz zuvor erschienene phylogenetische Untersuchung über madegassische Aloen, die eine direkte Verwandtschaft zu Kumara haemanthifolia aufzeigte.

## Gefährdung
Mit Ausnahme von Aloe vera wurden alle Aloe-Arten in den Anhang II des Washingtoner Artenschutz-Übereinkommens aufgenommen. Zusätzlich durch die Aufnahme in den Anhang I geschützt sind Aloe albida, Aloe albiflora, Aloe alfredii, Aloe bakeri, Aloe bellatula, Aloe calcairophila, Aloe compressa  (einschließlich Aloe compressa var. paucituberculata, Aloe compressa var. rugosquamosa und Aloe compressa var. schistophila), Aloe delphinensis, Aloe descoingsii, Aloe fragilis, Aloe haworthioides (einschließlich Aloe haworthioides var. aurantiaca), Aloe helenae, Aloe laeta, (einschließlich Aloe laeta var. maniaensis), Aloe parallelifolia, Aloe parvula, Aloe pillansii, Aloe polyphylla, Aloe rauhii, Aloe suzannae, Aloe versicolor und Aloe vossii.

## Nachweise

### Neuere Erstbeschreibungen
1. 1 2 3  Rokiman Letsara, Solofo Rakotoarisoa, Frank Almeda: Three new Aloe species from Madagascar. In: Malagasy Nature. Band 6, 2012, S. 46–55 (PDF).
2. 1 2  T. A. McCoy, J. Lavranos: Two new additions to the genus Aloe from Somalia. In: Cactus World. Band 33, Nummer 3, 2015, S. 179–184.
3. ↑  Jean-Bernard Castillon: Two new Aloe taxa (Asphodelaceae) from the vicinity of the town of Ambatofinandrahana, Madagascar. In: CactusWorld. Band 29, Nummer 1, 2011, S. 51–55.
4. ↑  Tom A. McCoy: Eine beachtenswerte neue Aloe-Art aus Südsudan. In: Avonia. Band 34, Nummer 4, 2016, S. 196–201.
5. ↑  Jean-Bernard Castillon: Aloe bernardii, un Aloe nouveau de la région d’Ikalamavony. In: Cactus Aventures International. Nummer 89, 2011, S. 25–27.
6. ↑  Gideon F. Smith, Estrela Figueiredo, Ronell R. Klopper, Neil. R. Crouch: Summer-flowering species of maculate Aloe L. (Asphodelaceae: Alooideae) in the Aloe zebrina-complex from South Africa: reinstatement of four names, and description of A. braamvanwykii Gideon F.Sm. & Figueiredo. In: Bradleya. Band 30, 2012, S. 162.
7. ↑  Ernst J. van Jaarsveld: Aloe condyae, a new cliff-dwelling aloe from Mpumalanga, Republic of South Africa. In: Bradleya. Band 30, 2012, S. 169.
8. ↑  Jean-Philippe Castillon: A new small Aloe (Asphodelaceae) from the north-eastern coast of Madagascar. In: CactusWorld. Band 27, Nummer 3, 2009, S. 177–179.
9. ↑  Norbert Rebmann: In: International Cactus Adventures. Nummer 82, 2009, S. 2–6.
10. ↑  R. R. Klopper, G. F. Smith: Asphodelaceae: Alooideae. Aloe hahnii, a new species in the section Pictae, in the Soutpansberg Centre of Endemism, Limpopo Province, South Africa. In: Bothalia. Band 39, Nummer 1, 2009, S. 98–100.
11. ↑  Ernst J. van Jaarsveld, Wessel Swanepoel: Aloe huntleyana, a new species from the Baynes Mountains, Namibia. In: Bradleya. Band 30, 2012, S. 3.
12. ↑  Jean-Bernard Castillon: Aloe johannis-philippei, a new Aloe (Asphodelaceae) from the high mountains of central Madagascar. In: CactusWorld. Band 27, Nummer 1, 2009, S. 51–56.
13. ↑  E. J. van Jaarsveld: Aloe kamnelii, a new cliff-dwelling species of Aloe section Aloe series Rhodacanthae from the Western Cape (South Africa). In: Aloe. Band 46, Nummer 2, 2009, S. 36–45.
14. ↑  Sarel J. Marais: In: Aloe. Band 47, Nummer 4, 2010, S. 96–99.
15. 1 2  Jean-Philippe Castillon: Two new species of Aloe (Asphodelaceae) from Madagaskar. In: CactusWorld. Band 30, Nummer 3, S. 163–169.
16. ↑  J.-B.Castillon: In: International Cactus Adventures. Nummer 85, 2010, S. 2–5.
17. ↑  Ernst J. van Jaarsveld: Aloe mocamedensis, a new species from the Namib Desert, south-western Angola.  In: Bradleya. Band 30, 2012, S. 173.
18. ↑  Anthon Ellert: Aloe mossurilensis Ellert sp. nov. A long-overlooked species from northern. Mocambique. In: Alsterworthia International. Band 8, Nummer 1, 2008, S. 24–28.
19. ↑  Anthon Ellert: In: Alsterworthia International. Band 10, Nummer 1, 2010, S. 6.
20. ↑  Jean-Bernard Castillon: A new Aloe (Asphodelaceae) from the area of Fort Dauphin, Madagascar. In: CactusWorld. Band 29, Nummer 4, 2011, S. 217–219.
21. ↑  Jean-Bernard Castillon: Rectification of a mistake by G.W.Reynolds on a Malagasy Aloe (Asphodelaceae) and description of a new species. In: Bradleya. Band 27, 2009, S. 152.
22. ↑  Gideon F. Smith, N.R.Crouch: Aloe nicholsii GIDEON F. SM. & N. R. CORUCH (Asphodelaceae): a new leptoaloe from KwaZulu-Natal, South Africa. In Bradleya. Band 28, 2010, S. 103–106.
23. ↑  L. E. Newton: A new species of Aloe in Tanzania with second flowers. In: Cactus World. Band 33, Nummer 1, 2015, S. 50–52.
24. ↑  Mats Thulin: Aloe nugalensis sp. nov. (Asphodelaceae), a new gypsum endemic from northeastern Somalia. In: Nordic Journal of Botany. Band 30, Nummer 6, 2012, S. 729–731 (doi:10.1111/j.1756-1051.2011.01323.x).
25. ↑  A. Ellert: Aloe perdita, a long-lost species from the Chimanimani Mountains on the. Zimbabwe/Mocambique border. In: Aloe. Band 45, Nummer 4, 2008, S. 76–77.
26. ↑  J.-P.Castillon: In: International Cactus Adventures. Nummer 81, 2009, S. 18–19.
27. ↑  Mary E. Barkworth, Ahmed Ibrahim Awale, Faisal Jama Gelle: Dacar Cas/Somali Red Aloe: A New Species of Aloe (Asphodelaceae) from Somaliland. In: PhytoKeys. Band 117, 2019, S. 85–97 (doi:10.3897/phytokeys.117.28226).
28. ↑  Giuseppe Orlando, Marwan El Azzouni: A new, cliff-dwelling aloe from south-east Yemen. In: CactusWorld. Band 28, Nummer 4, 2010, S. 207–210.
29. ↑  Jean-Bernard Castillon:  In: Cactus Aventures International. Nummer 90, 2011, S. 2–5.
30. 1 2  Leonard E. Newton: Two new species of Aloe in Kenya. In: Bradleya. Band 29, 2011, S. 57–60.
31. ↑  Ernst Jacobus van Jaarsveld: Aloe tongaensis, a new species from Tongaland KwaZulu-Natal (South Africa), and a new sectional arrangement of the tree Aloe. In: Aloe. Band 47, Nummer 3, 2010, S. 4–11.
32. ↑  T. A. McCoy, J. J. Lavranos: A new species from Aloe from the Sudan, and the answer to a long-standing mystery. In: Cactus World. Band 33, Nummer 1, 2015, S. 27–34.
33. ↑  Jean-Philippe Castillon: Révision du groupe de l'Aloe divaricate Berger; correction d'une synonymie, combinaisons nouvelles et description d'un nouvel hybride. In: Adansonia. Band 34, Nummer 1, 2012, S. 13–21 (doi:10.5252/a2012n1a2).
34. ↑  Joël Lodé: Description of a new Nothotaxon in the genus Aloe (Asphodelaceae) in Socotra: Aloe × buzairiensis J. Lodé nothosp. nov. In: Cactus Aventures International. Nummer 85, 2010

### Erstbeschreibungen seit 2020
1. ↑  Gideon Francois Smith, Estrela Figueiredo: Aloe hankeyi (Asphodelaceae subfam. Alooideae; Aloe sect. Leptoaloe), a new species from northern South Africa. In: Phytotaxa. Band 549, Nr. 1, 2022 S. 122–126 (doi:10.11646/phytotaxa.549.1.12).
2. ↑  Roman Štarha, Petr Pavelka: Aloe iringaensis a New Species from Tanzania. In: Cactus and Succulent Journal. Band 92, Nummer 1, 2020, S. 16–19 (doi:10.2985/015.092.0103).
3. ↑  Kennedy Wambua Matheka, Itambo Malombe, Thomas Mwadime, Emily Wabuyele, Leonard E. Newton: Aloe ngutwaensis (Asphodelaceae), a new species in Makueni County, south-eastern Kenya. In: CactusWorld. Band 38, Nr. 3, 2020, S. 211–215 (PDF).
4. 1 2  Solofo E. Rakotoarisoa, Franck Rakotonasolo, Romer N. Rabarijaona, Olwen M.  Grace: Two new species of Aloe (Asphodelaceae) from the Eastern Humid Forest of Madagascar. In: Phytotaxa. Band 455, Nr. 1, 2020, S. 40–46 (doi:10.11646/phytotaxa.455.1.5).
5. ↑  Suresh Kumar, C.S. Purohit, Ravikiran N. Kulloli: Aloe trinervis sp. nov.: A New Succulent Species from Indian Desert (Asphodelaceae). In: Journal of Asia-Pacific Biodiversity. Band 13, Nr. 2, 2020, S. 325–330 (doi:10.1016/j.japb.2020.03.001).
6. ↑  Gideon Francois Smith, Thea Lautenschläger: Aloe uigensis (Asphodelaceae subfam. Alooideae), a new species from northwestern Angola. In: Phytotaxa. Band 521, Nr. 3, 2021, S. 227–231 (doi:10.11646/phytotaxa.521.3.8).

## Weitere Literatur
- S. Carter, J. J. Lavranos, L. E. Newton, C. C. Walker: Aloes. The definitive guide. Kew Publishing, London 2011, ISBN 978-1-84246-439-7.
- Jean-Bernard Castillon: The Aloe of Madagascar. By the Author, 2010, ISBN 978-2-7466-1872-5.
- Charles Craib: Grass aloes in the South African veld. Umdaus Press, Hatfield 2005, ISBN 1-919766-40-5.
- W. J. Jankowitz: Aloen von Südwestafrika. Abt. Naturschutz und Fremdenverkehr, Administration von Südwestafrika, Windhoek 1975.
- Eric Judd: What aloe is that?  Purnell, Cape Town/Johannesburg 1967, ISBN 0-360-00013-4.
- Michael J. Kimberley: Succulent Plants of Zimbabwe and Their Conservation. Excelsa, Band 18, Aloe, Cactus, and Succulent Society of Zimbabwe, 1997.
- Ronell R. Klopper, S. Matos, Estrela Figueiredo, Gideon F. Smith: Aloe in Angola (Asphodelaceae: Alooideae). In: Bothalia. Band 39, Nummer 1, 2009, S. 19–35 (PDF).
- Ronell R. Klopper, Gideon F. Smith: The Genus Aloe L. (Asphodelaceae: Alooideae) in the Eastern Cape Province of South Africa. In: Haseltonia. Nummer 16, 2011, S. 16–53 (doi:10.2985/1070-0048-16.1.16).
- Stewart Lane: A field guide to the aloes of Malawi. Umdaus Press, Hatfield  2004, ISBN 1-919766-27-8.
- Jonas M. Lüthy: The Aloes and Euphorbias of CITES Appendix I & the genus Pachypodium. BVET, Bern 2006.
- Leonard E. Newton, Urs Eggli, Gordon D. Rowley: CITES Aloe and Pachypodium checklist. Royal Botanic Gardens, Kew, 2001, ISBN 1-84246-034-X (PDF, Update 2007).
- Gideon F. Smith, Braam Van Wyk: Aloes in Southern Africa. Struik, Cape Town 2008, ISBN 978-1-77007-462-0.
- Oliver West, Michael J. Kimberley: Aloes of Zimbabwe. 2. Auflage, Longman Zimbabwe, Harare 1992, ISBN 0-582-64163-2.